# Geschiedenis van Hasselt
Dit artikel handelt over de geschiedenis van Hasselt, de hoofdstad van de Belgische provincie Limburg.

## Ontstaansgeschiedenis

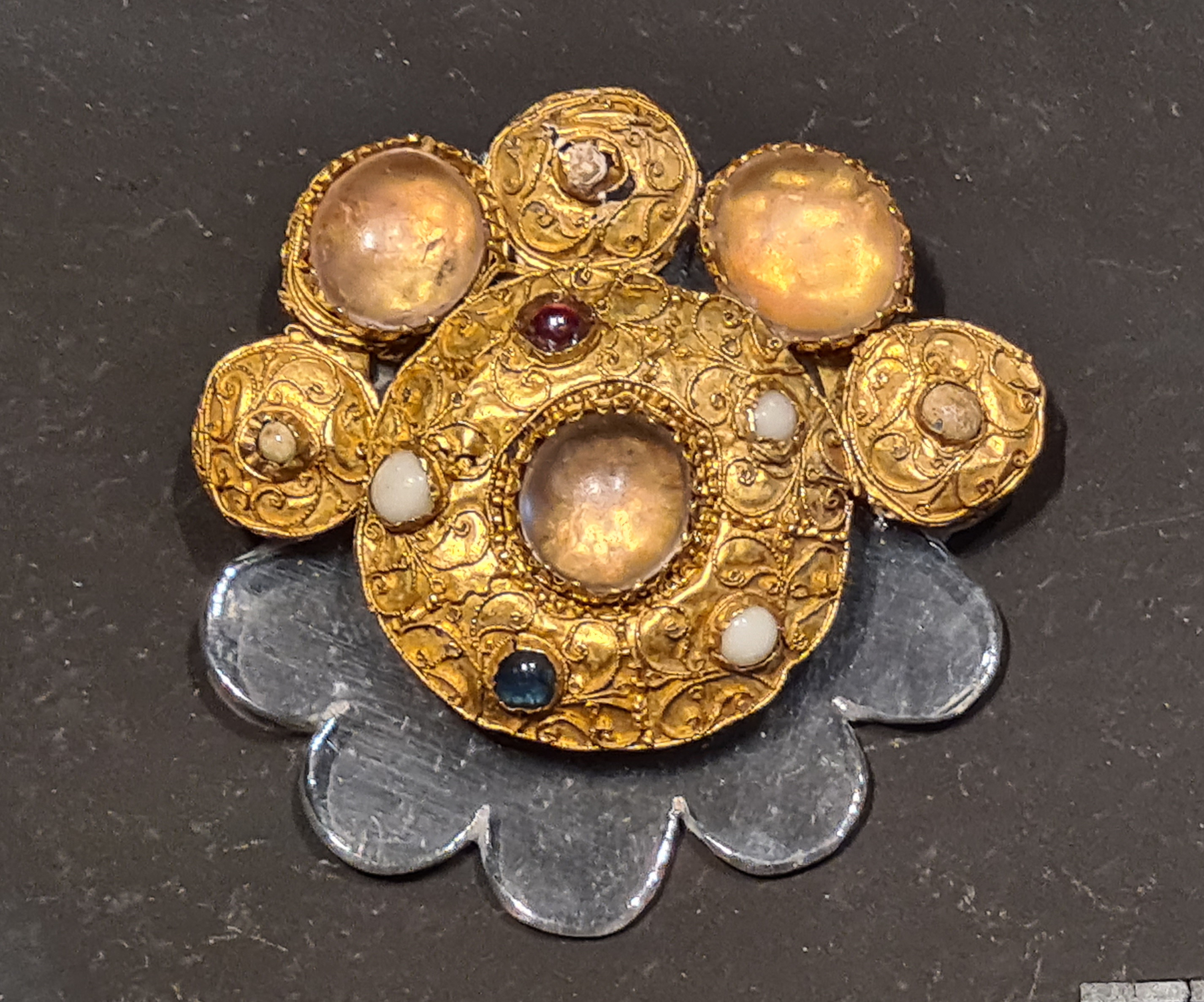
Gouden fibula (10e-11e eeuw) uit de "schat van Hasselt". Collectie KMKG, Brussel

In het gebied waar tegenwoordig Hasselt ligt, zijn archeologische vondsten bekend uit het neolithicum en uit de Merovingische periode.
De oudste nederzetting van Hasselt ontstond rond de 7e eeuw vermoedelijk in de buurt van de Helbeek, een bijriviertje van de Demer, aan de huidige Twee-Torenwijk, en de Sint-Quintinuskathedraal. Een aan Sint-Quintinus gewijd heiligdom bestond reeds in de 7e of 8e eeuw. De naam Hasselt zou afgeleid zijn van het Germaanse Hasaluth, hetgeen hazelarenbos betekent. Het was een van de Goede steden van het vroegere graafschap Loon, waarvan de grenzen ongeveer samenvielen met de huidige provincie Limburg.
Hasselt werd voor het eerst vernoemd in 1165 en kreeg kort daarna de felbegeerde Luikse stadsrechten. De Graven van Loon, die oorspronkelijk Borgloon als hun hoofdstad hadden, verplaatsten iets na 1180 hun zetel naar Kuringen, terwijl het centraal gelegen Hasselt uitgroeide tot bestuurlijk centrum van het graafschap. In 1232 werd de status van stad bevestigd door graaf Arnold IV. Deze stadsrechten hielden onder meer in dat de burgers vrijgesteld waren van karweien op het domein van de graaf en zich zo meer op handel en nijverheid konden toeleggen. Vermoedelijk omstreeks 1281 werd begonnen met de aanleg van de stadsmuur. Niet veel later werd het centrum van Hasselt verlegd naar de huidige Grote Markt. Hiervan werd voor het eerst melding gemaakt in 1307. Van daar uit leidden straten straalsgewijs naar de vier stadspoorten: Maastrichterpoort, Kuringerpoort, Kempische Poort en Nieuwpoort. Ook ontstond de Havermarkt als tweede marktplaats, naast de Grote Markt.

## Middeleeuwen
In 1236 richtten de augustijnen in Hasselt een klooster op en stichtten er een college. De augustijnenkerk, waar Diederik van Heinsberg werd begraven, is inmiddels verdwenen. Een Begijnhof werd gesticht in 1245. In 1567 werd dit vernield tijdens de godsdienstoorlogen om in 1571 weer opnieuw te worden opgericht.
In 1366 werd het graafschap Loon ingelijfd bij het prinsbisdom Luik. Om zijn Loonsgezindheid te bewijzen nam Hasselt het initiatief door in 1424 het Luikse perron op zijn wapen te vervangen door het Loonse gefaasd schild.
Everhard van der Marck en zijn familie waren in een burgeroorlog verwikkeld met de Bourgondisch gezinde aanhangers van Lodewijk van Bourbon en Jan van Horne. Hasselt, dat de kant van Luik koos werd door van der Marck ingenomen maar op 14 september 1482 door de Bourgondiërs heroverd.
Tussen de 14e en de 16e eeuw was de lakenhandel belangrijk. Om die reden werd een lakenhal in Hasselt gevestigd.

## 16e-18e eeuw

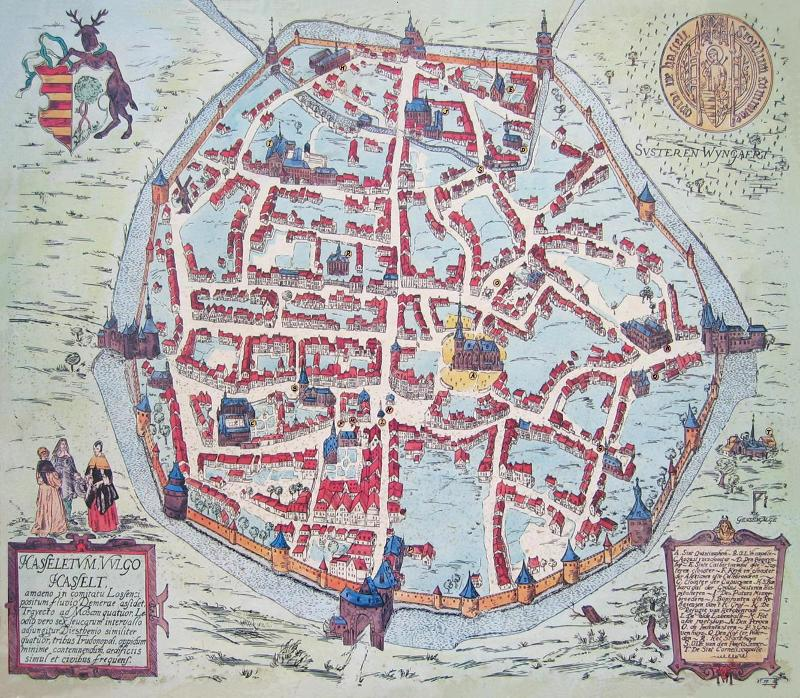
Hasselt in 1759

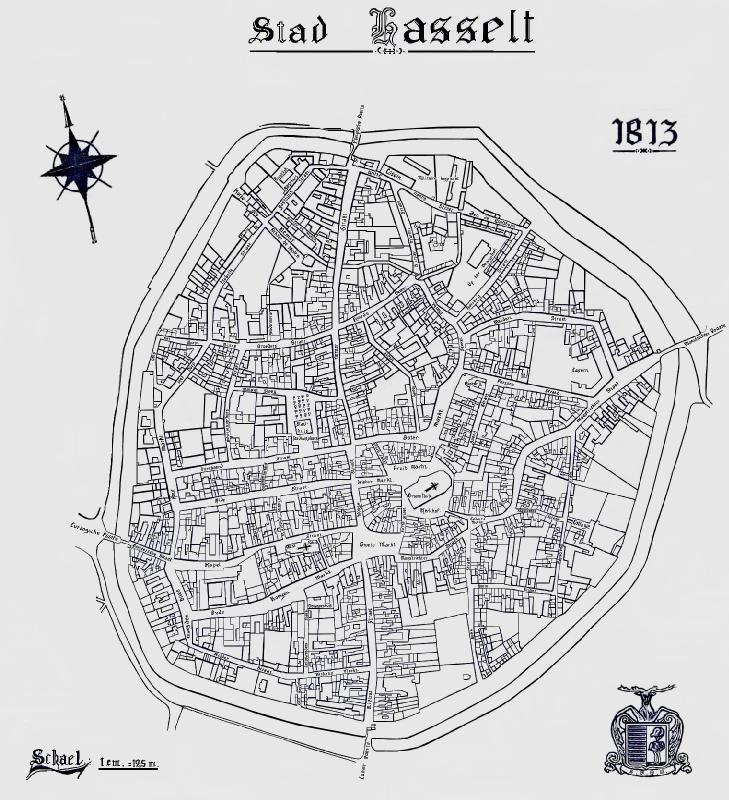
Hasselt in 1813

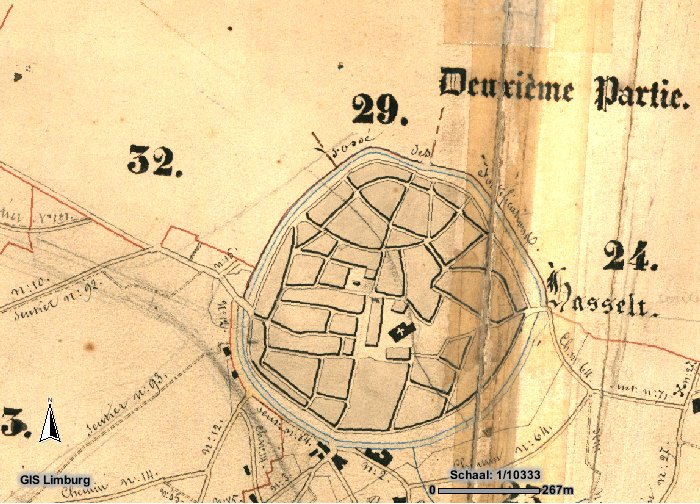
Hasselt in 1841

Toen rond 1560 hagenprekers in het prinsbisdom het protestantisme uitdroegen, leidde Gerard van Groesbeek het verzet tegen de reformatie. In december 1566 kregen de calvinisten de overhand in Hasselt op aansturen van Hendrik van Brederode. De predikant Herman Moded kwam eerst afdwingen dat het stadsbestuur de poorten gesloten hield voor Gerard van Groesbeek, en tegen het einde van de maand arriveerde het geuzenleger van Lumey. De katholieke meerderheid moest toezien hoe het marktplein gebruikt werd voor gereformeerde dopen. De voornaamste lokale leider van de geuzen was Catharina van Batenburg vanuit haar Kasteel Vogelsanck. 
Op 19 januari 1567 kreeg Hasselt te maken met een Beeldenstorm. Als straf trok een Luikse rechtbank de stadsrechten in en zette een prijs op het hoofd van Moded. De troepen van de prins-bisschop kwamen het beleg slaan van de stad, die zich samen met Maaseik kortstondig onafhankelijk verklaarde. Lumey moest weg om de troepen in Vianen te leiden, maar liet vóór zijn vertrek alle inwoners trouw zweren aan het geuzendoel. Wie weigerde, werd verjaagd. De belegerden hielden stand tot 13 maart en gaven zich dan over in ruil voor vrije aftocht. 
De stadsmuren werden regelmatig vernield door oorlogshandelingen, en daarna weer hersteld. In 1705 werden de muren geheel gesloopt, op de stadspoorten na, en werden ze vervangen door een aarden wal.
De situatie bleef onder het gezag van de prins-bisschop tot bij de aanhechting aan Frankrijk in 1794. Maastricht werd hoofdplaats van het gebied dat toen het departement Nedermaas heette.
Na de nederlaag van Napoleon en de vereniging met Nederland werd de naam ‘Limburg’ gekozen. Ook toen België onafhankelijk werd, bleef deze naam behouden en werd ‘Loon’ vergeten.

## 19e eeuw
Na de onafhankelijkheid, in 1831, vond er tijdens de Tiendaagse Veldtocht een confrontatie plaats met Nederlandse troepen in de Slag om Hasselt.
In 1839 werd Hasselt definitieve hoofdplaats van de Belgische provincie Limburg. Bij de afscheuring in 1830 was Hasselt al 'interim-hoofdstad' van Limburg geworden omdat de eigenlijke hoofdstad, Maastricht, in handen van het regeringsleger bleef.
Na 1840 vond de nieuwe provinciehoofdplaats aansluiting op de internationale waterwegen en op het spoorwegnet. De eerste spoorlijn naar Hasselt werd in 1847 ingehuldigd. In 1856 werd een eerste degelijk stationscomplex opgetrokken tussen de huidige Meiliedstraat en de Luikersteenweg.
De aarden omwalling uit 1705 werd in 1845 afgebroken en in haar plaats begon in 1849 de aanleg van een moderne ringlaan, de boulevard, naar een ontwerp van de Brusselse architect Spaak. Onder het bewind van burgemeester Bamps (1833-1836 en 1842-1864) werden langs die ringlaan talrijke openbare gebouwen opgetrokken: in 1847 de feestzaal Casino, in 1852 het slachthuis dat later opging in het stedelijke hospitaal (1868-1871), de gevangenis in 1857, nieuwe vleugels voor het Koninklijk Atheneum in 1865, een nieuwe gemeenteschool in 1874, de rijkswachtkazerne in 1878 en het Sint-Jozefscollege in 1881. Ook het uitzicht van de binnenstad werd sterk hertekend met de komst van nieuwe gebouwen als de dekenij, het gerechtsgebouw (verwoest in WO I) en het provinciegebouw. In de laatste jaren van de 19de eeuw zag Hasselt nog de oprichting van het gebouw van de provincieraad en het postgebouw. De architectenfamilie Jaminé had gedurende drie generaties van vader op zoon grote invloed op deze evolutie: Lambert Jaminé (1800-1871) was provinciale bouwmeester, Herman Jaminé (1826-1885) volgde hem op en is de ontwerper van het gerechtsgebouw en het hospitaal, Léon Jaminé (1858-1921) werd eveneens provinciaal architect en ontwierp het Sint-Jozefscollege.
De economie ging zich, na het verval van de lakenhandel, richten op bierbrouwerijen en later op jeneverstokerijen. Reeds omstreeks 1844 werden er 24 stokerijen geteld. Gedurende de 2e helft van de 19e eeuw groeide deze nijverheid uit tot industriële bedrijvigheid. Vanaf 1860 werd de Hasseltse jenever ook geëxporteerd.

## 20e eeuw
Merkwaardige architectuur die in de eerste helft van de 20e eeuw tot stand kwam situeert zich in de buitenwijken en langs de uitvalswegen. Opvallend voor de buurt van de Luikersteenweg is het traditionele neoclassicistische en eclectische karakter. De stationsbuurt en dan vooral de steenweg naar Diest koos voor vernieuwende 20e-eeuwse architectuur: art nouveau, moderne en nieuwe zakelijkheid. De nieuwe teneur wordt vanaf 1908 aangereikt door het Huis Van Straelen in art-nouveaustijl. Wat verderop aan de Koningin Astridlaan bouwt architect Huib Hoste een modernistische woning. In de onmiddellijke omgeving staat uit de periode van het interbellum een complex van twee woonhuizen met magazijn van architect A. Baar, alsook een woning van architect Léon Stynen. Wat verderop aan de Kuringersteenweg staat Huize De Brem (1934) van architect S. Brauns, een woning in nieuwe zakelijkheidsstijl.
De fundamenten van Hasselts bekende jeneverindustrie werden in de achttiende eeuw gelegd. Deze kwam in de negentiende eeuw tot haar grootste bloei. De verdere aanleg van het Albertkanaal (1930-1939) in de richting van Luik zorgde voor nieuwe industriële impulsen.
Waar nu (sinds 1979) de provinciale bibliotheek staat (hoek Badderijstraat en Martelarenlaan), stond vroeger de internationaal bekende Hasseltse keramiekfabriek. Deze 'Manufacture de Céramiques Décoratives de Hasselt' produceerde tussen 1895 en 1954 vooral siervoorwerpen en bouwaardewerk, zoals geglazuurde baksteen en wandtegels.
Tijdens de Tweede Wereldoorlog beleefden ook de Hasselaren bewogen dagen. Gevechten en bombardementen zorgden ook voor talrijke slachtoffers onder de burgerbevolking en weerstanders (zie Verzet in Hasselt).
In de gebouwen van deze keramiekfabriek begonnen in 1955 voorlopig de activiteiten van wat de grootste vestiging van Philips buiten Eindhoven zou worden. De fabriek werd gevestigd aan de Kempischesteenweg. In 1970 werkten er ruim 5000 personeelsleden. Philips Hasselt zou wereldberoemd worden door de uitvinding van de Compact cassette en de bijbehorende cassetterecorder in 1963 en de ontwikkeling en eerste productie van de compact discspeler in 1983. De fabriek beëindigde haar activiteiten in 2003. Zij was van grote betekenis voor de ontwikkeling en productie van platenspelers, spoelen- en cassetterecorders en cd-spelers. Door het merkelijk vergroten van de koopkracht in Hasselt en omgeving lag zij aan de basis van de uitgroei van Hasselt tot derde handelsstad van Vlaanderen.

## 21e eeuw

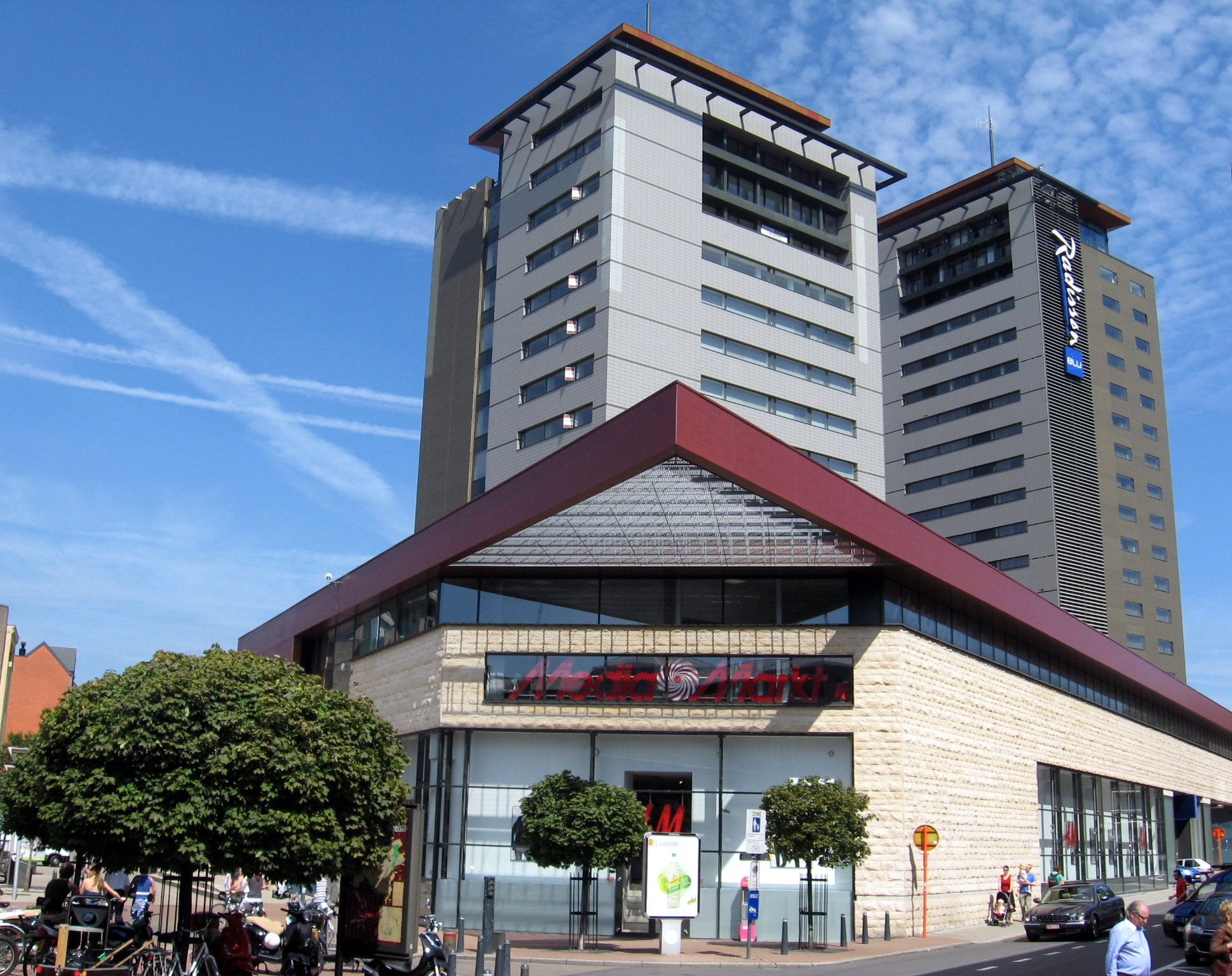
Media Markt en Radisson Hotel, aan het Torenplein.

Sinds het begin van de 21e eeuw hebben er in de stad veel stadsvernieuwingsprojecten plaatsgevonden. Voorbeelden zijn de Groene Boulevard, het Kolonel Dusartplein en de TT-wijk  (Tweetorenwijk). De Grenslandhallen werden uitgebreid met de Trixxo Arena en Plopsa Indoor Hasselt.
Op 1 februari 2005 werd de nieuwe Hasseltse gevangenis in gebruik genomen. Deze biedt plaats aan 450 gedetineerden.

## Voetnoten
1. ↑  Pieter Serrien, In opstand! Geuzen in de Lage Landen, 1565-1578, 2022, p. 140-141. ISBN 9789464103182